# Priaranza del Bierzo

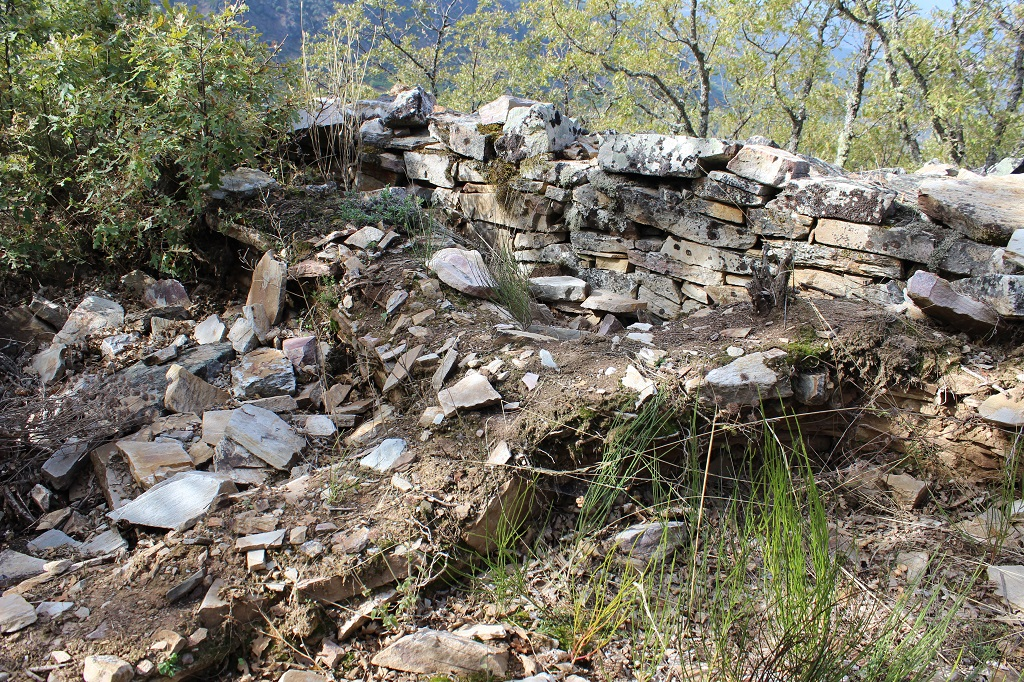
Resten van het Castro peña del Hombre

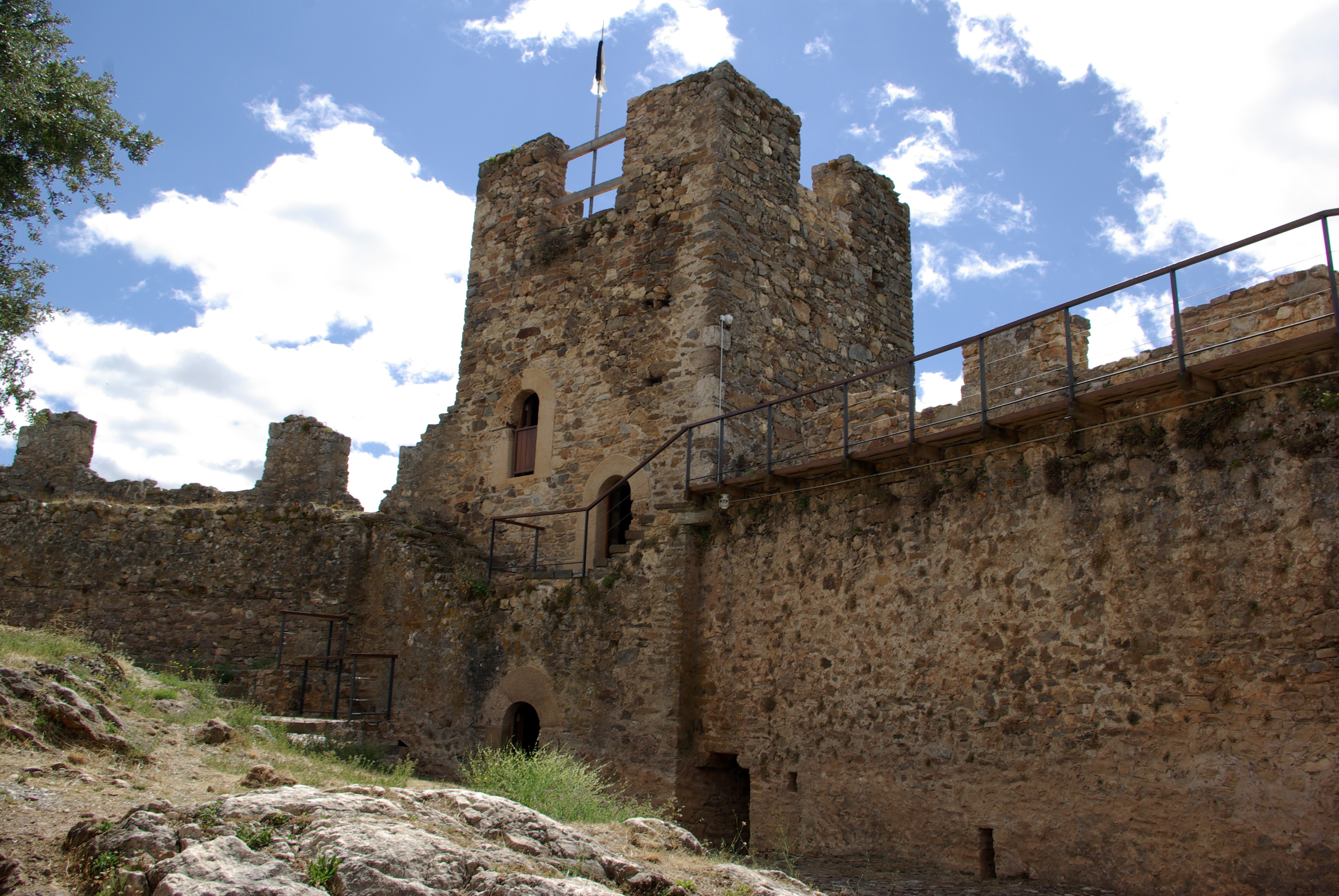
Verdedigingsmuur van het Castillo de Cornatel in Priaranza del Bierzo

Priaranza del Bierzo is een Spaanse gemeente in de comarca El Bierzo van de provincie León, deel van de autonome regio Castilië en León. Volgens de bevolkingscijfers van het INE van 2023 heeft de gemeente 731 inwoners. Het is een van de gemeenten in León waar zoveel Leonees wordt gesproken als Galicisch.
In de gemeente zijn de woonkernen Priaranza del Bierzo, Villalibre de la Jurisdiction, Santalla del Bierzo, Paradela de Muces, Villavieja en Ferradillo gelegen.

## Geschiedenis
De eerste overblijfselen van menselijke nederzettingen in de gemeente dateren uit de pre-Romeinse tijd, waarvan het fort Castro Peña del Hombre bewaard is gebleven, dat werd bewoond door Asturische stammen en is gelegen in het gehucht Paradela de Muces, dat wordt gedateerd tussen 200 en 600 voor Christus.
Later, in de Romeinse tijd, werd een Romeins kanaal door Priaranza del Bierzo gegraven dat water vanuit de bergen van Valdueza, door het Aquilanos-gebergte naar Orellán voerde, voor de Romeinse goudwinning van Las Médulas.
De Romeinen bouwden een enclave voor de verdediging van de goudwinningsactiviteit van Las Médulas. Het toen gebouwd verdedigingsbouwwerk werd nog gebruikt in de middeleeuwen waar er naar verwezen werd als castillo de Ulver. Zo is in het midden van de elfde eeuw graaf Munio Muñiz geregistreerd als beheerder van het kasteel, terwijl van 1093 tot 1108 Jimena Muñiz, een van de twee gekende minnaressen van koning Alfons VI van León, verschijnt als bewoonster van het fort. Vervolgens, na de schenking in 1211 van de stad Ponferrada aan de Tempeliers door koning Alfons IX van León, zou deze Orde uiteindelijk bezit nemen van het Castillo de Ulver, geaccrediteerd door een akte van het Cartularium van het Monasterio de San Pedro de Montes klooster van 1228: "Tenente Ulver Freyres del Templo". In die zin behielden de Tempeliers de leiding over het fort tot 1312, toen de verdwijning van deze orde werd afgekondigd, schonk Alfonso XI het kasteel in 1327 aan Álvar Núñez Osorio, en werd het kasteel voor het eerst in 1378 gekend onder de huidige naam van het Castillo de Cornatel. Bij de opstand van de Irmandiños in 1467 werd het Castillo de Cornatel ingenomen en voor een groot deel verwoest, net als andere forten in Bierzo.